# Sobków (gmina)
Sobków est une gmina rurale du powiat de Jędrzejów, Sainte-Croix, dans le centre-sud de la Pologne. Son siège est le village de Sobków, qui se situe environ 14 km au nord-est de Jędrzejów et 24 km au sud-ouest de la capitale régionale Kielce.
La gmina couvre une superficie de 145,5 km2 pour une population de 8 370 habitants (2020).

## Géographie
La gmina inclut les villages de Bizoręda, Brzegi, Brzeźno, Choiny, Chomentów, Jawór, Karsy, Korytnica, Lipa, Miąsowa, Mokrsko Dolne, Mokrsko Górne, Mzurowa, Niziny, Nowe Kotlice, Osowa, Sobków, Sokołów Dolny, Sokołów Górny, Staniowice, Stare Kotlice, Szczepanów, Wierzbica, Wólka Kawęcka et Żerniki.
La gmina borde les gminy de Chęciny, Imielno, Jędrzejów, Kije, Małogoszcz et Morawica.